# Spoorlijn Köditzberg - Königsee
De spoorlijn Köditzberg - Königsee was een Duitse spoorlijn.

## Geschiedenis
Tot de bouw van het toevoer traject tussen Rottenbach en Katzhütte werd door de Preußische Staatseisenbahnen op 8 april 1895 besloten. Dit traject werd op 16 december 1899 geopend. Het personenvervoer werd op 1 augustus 1966 stilgelegd en het goederenvervoer werd op 31 december 1972 stilgelegd.

## Aansluitingen
In de volgende plaats is aansluiting van de volgende spoorlijn:

### Köditzberg
- Rottenbach - Katzhütte, spoorlijn tussen Rottenbach en Katzhütte